# Ensemble de bâtiments situés Trg kralja Milana à Niš
L'ensemble de bâtiments situés Trg kralja Milana à Niš (en serbe cyrillique : Група зграда које чине недељиву целину на Тргу краља Милана у Нишу ; en serbe latin : Grupa zgrada koje čine nedeljivu celinu na Trgu kralja Milana u Nišu) se trouve à Niš, dans la municipalité de Medijana et dans le district de Nišava, en Serbie. Il est inscrit sur la liste des monuments culturels protégés de la République de Serbie (identifiant no SK 748),,.

## Présentation
Les bâtiments, situés sur le côté ouest du Trg kralja Milana, « place du roi Milan » (anciennement Trg Oslobođenja, « place de la Libération »), ont été construits à la fin du XIXe siècle et au début du XXe siècle. Parmi les bâtiments figurent deux des trois espaces d'exposition de la Galerie d'art contemporain de Niš, le troisième étant installé dans les bâtiments de l'ancien arsenal ottoman et de la mosquée de Bali Bey, à l'intérieur de la forteresse de Niš.
L'ensemble s'étend de l'angle de la rue Generala Milojka Lešjanina jusqu'au Kej kola srpskih sestara. Il fait partie du secteur de la rue Obrenovićeva, inscrit sur la liste des entités spatiales historico-culturelles protégées de la République de Serbie (identifiant no PKIC 31),.

Vue des bâtiments.
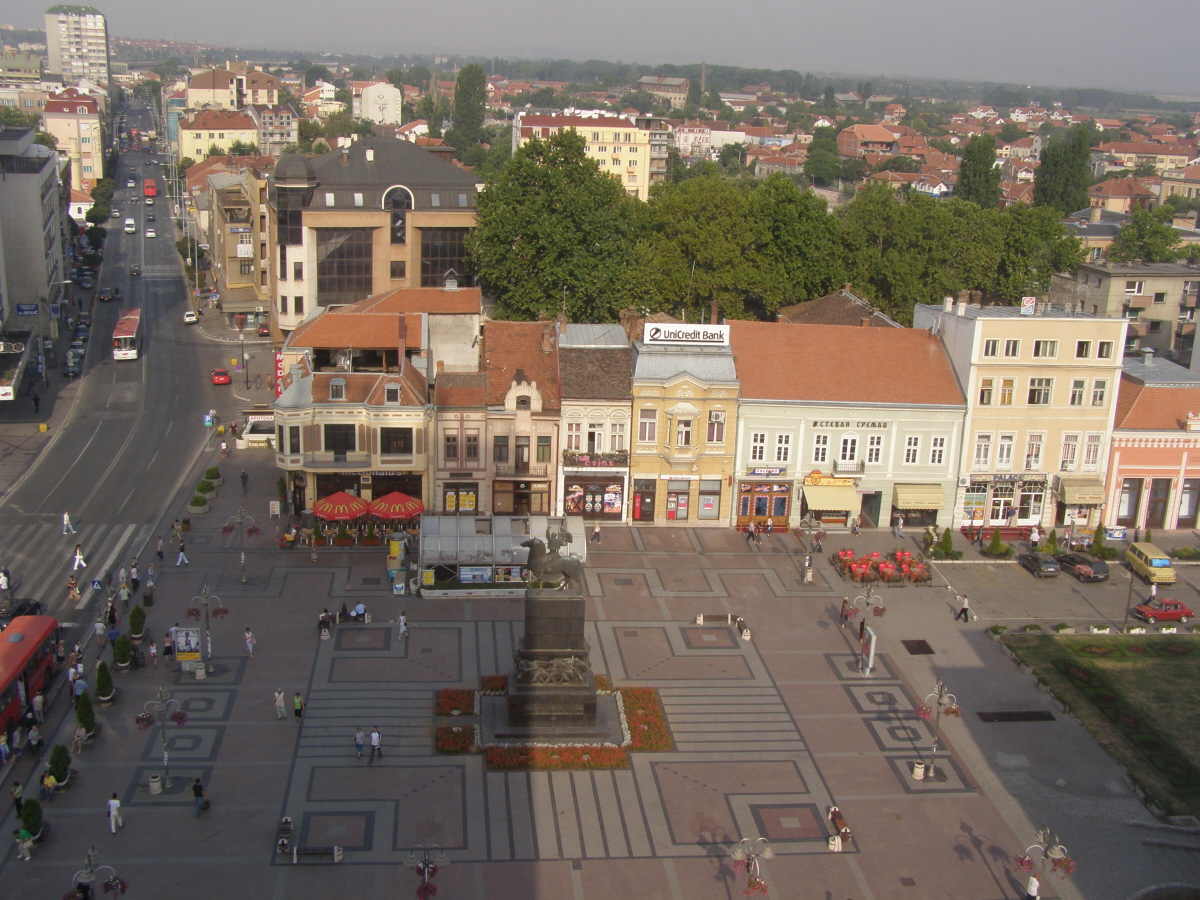
L'angle de la rue Generala Milojka Lešjanina et du Trg kralja Milana.
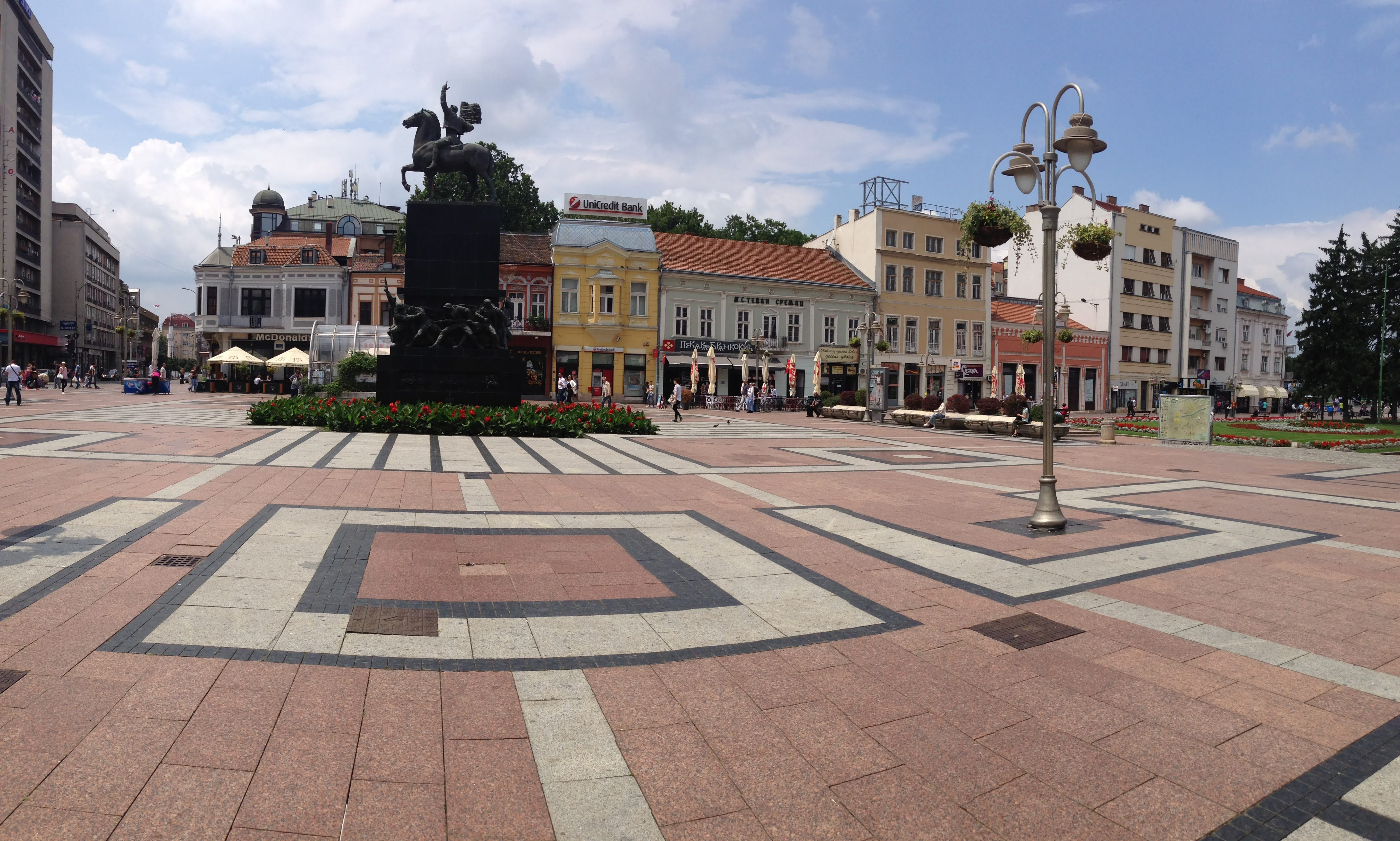
Vue générale des bâtiments.
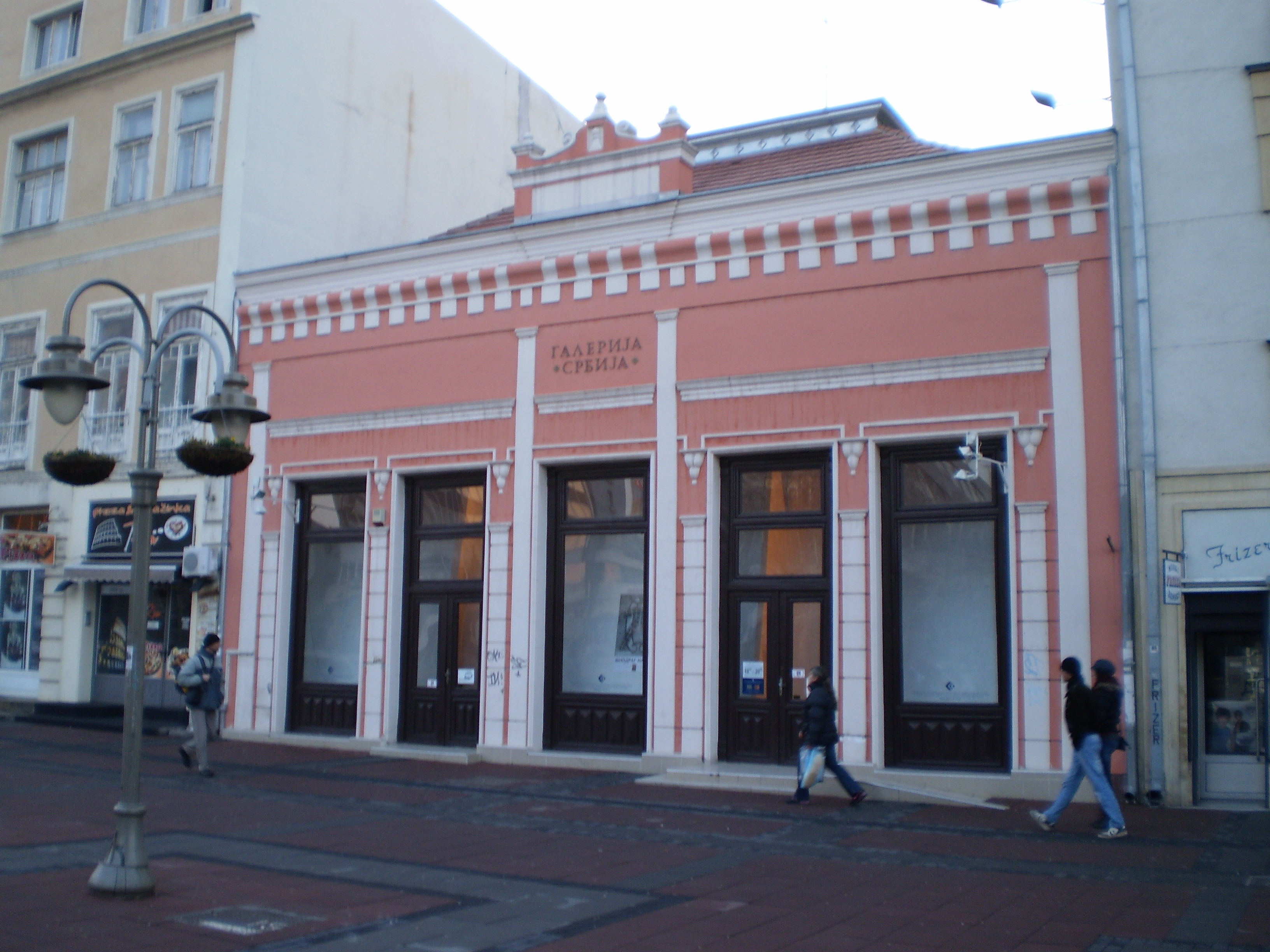
La Galerie Srbija, l'un des trois espaces d'exposition de la Galerie d'art contemporain de Niš.
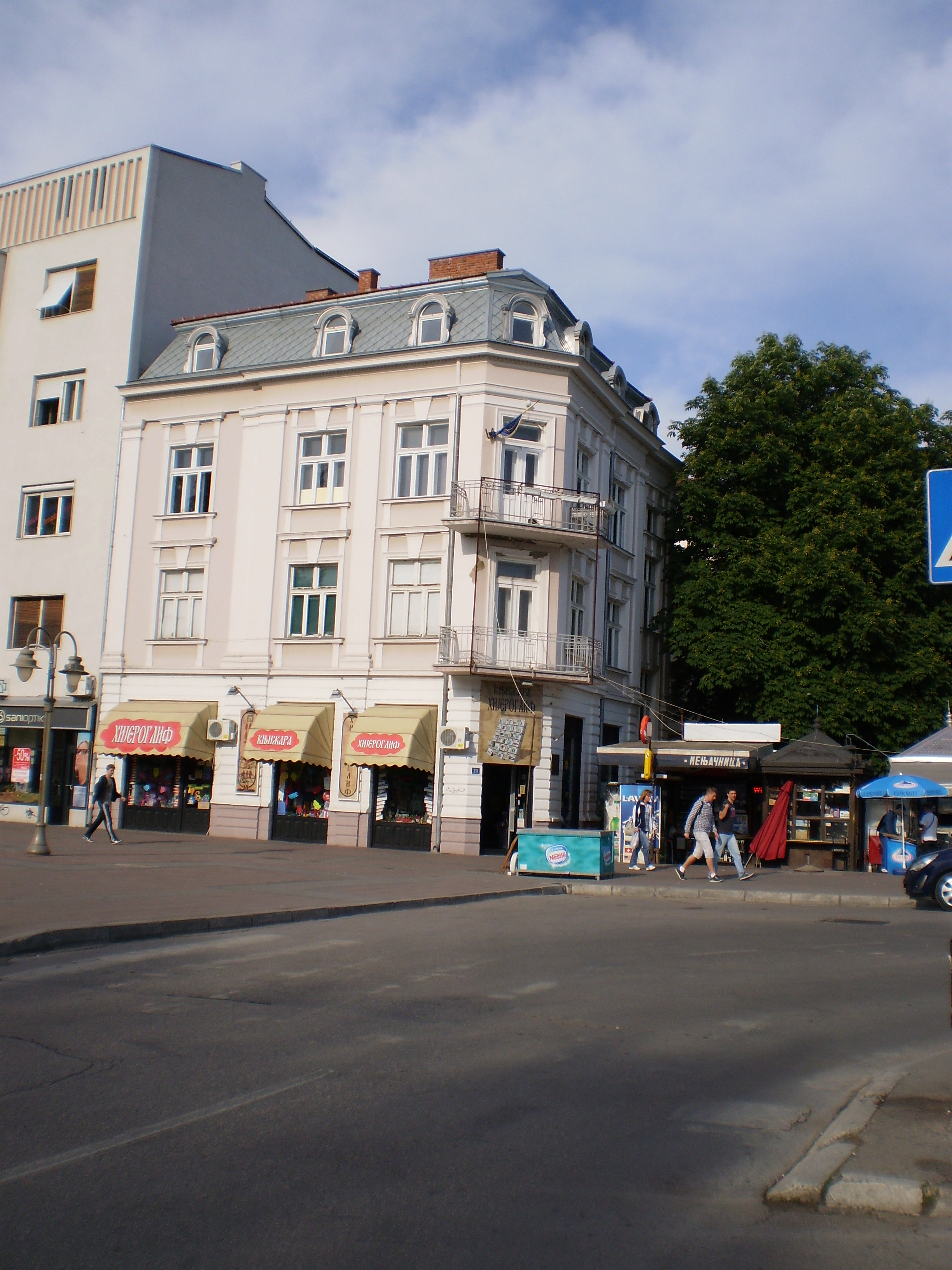
La Galerie d'art contemporain de Niš.